# Augusto Magli
Augusto Magli (ur. 9 marca 1923, zm. 1 listopada 1998) – włoski piłkarz grający na pozycji pomocnika.

## Kariera klubowa
Augusto Magli, zwany „Mancino” zadebiutował w Serie A w wieku 17 lat we Fiorentinie i grał dla tego klubu do 1954 roku. We Fiorentinie stał się klubową gwiazdą, chociaż w tym czasie florencki klub nie zajmował czołowych miejsc w lidze. Następnie przeszedł do Udinese Calcio, które w sezonie 1954-55 zajęło drugie miejsce w Serie A za AC Milan. Magli przeszedł na emeryturę w wieku 35 lat, a jego ostatnim klubem była AS Roma.

## Kariera międzynarodowa
Jedynym występem Maglego w reprezentacji narodowej był mecz otwarcia mistrzostw świata 1950 przeciwko Szwecji.